# Ciclohexanona
La ciclohexanona és el compost orgànic amb la fórmula (CH₂)₅CO. És una molècula cíclica que consta de sis àtoms de carboni amb un grup funcional cetona. És un líquid incolor lleugerament soluble en aigua (5-10 g/100 mL), i miscible amb els solvents orgànics més comuns. Se'n produeixen milers de milions de quilos cada any, principalment com a precursor del niló.

## Producció
La ciclohexanona es produeix per oxidació del ciclohexà en l'aire, típicament usant cobalt com catalitzador:
C₆H₁₂ + O₂ → (CH₂)₅CO + H₂O
Aquest procés també forma ciclohexanol, i aquesta mescla es diu "KA oil" és el principal ingredient per produir àcid adípic.

## Usos
La gran majoria de la ciclohexanona es consumeix en la producció de precursors del Nylon 6,6 i Nylon 6. La meitat es converteix en àcid adípic, un dels precursors del nylon 6,6. L'altra meitat de la producció de ciclohexanona es converteix en oxima.

## Seguretat
Com el ciclohexanol, la ciclohexanona no és carcinogènica i només és moderadament tòxica. És un irritant.